# Pic-vert russe
Pour les articles homonymes, voir Pivert (homonymie) et radar (homonymie).

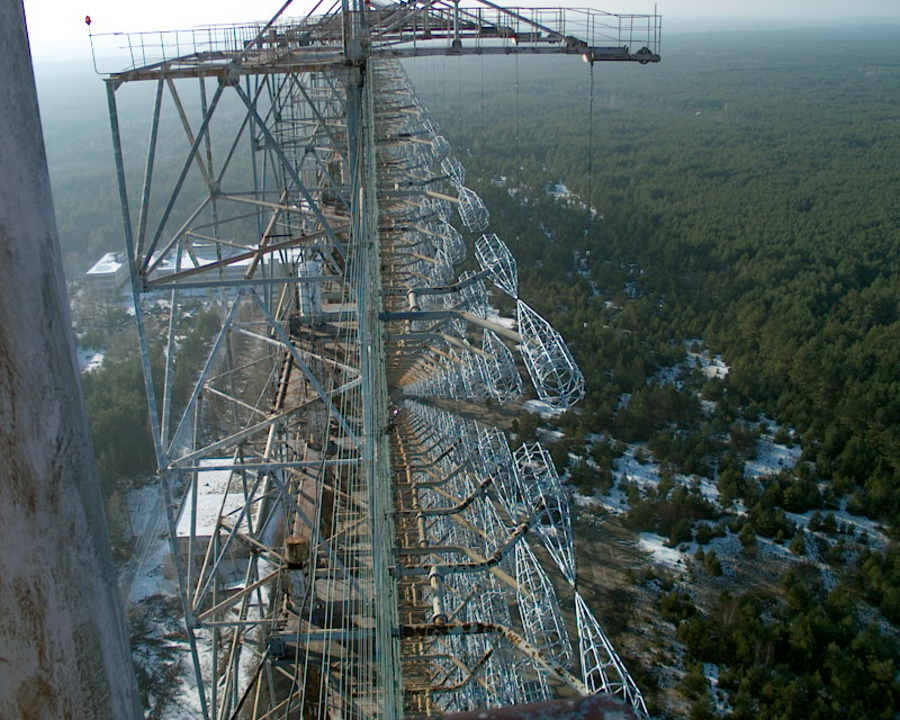
Antennes du Duga-1 près de Tchernobyl. L'ensemble de cages coniques sur la droite représente les directeurs alimentés par une ligne symétrique. On aperçoit au centre gauche les fils constituant le réflecteur.

Le pic-vert russe, surnommé aussi « moulinette à caviar » ou « mitraillette à caviar », est un signal radioélectrique célèbre de l'Union soviétique ; il était reçu sur les ondes courtes dans le monde entier de juillet 1976 à décembre 1989. Son bruit ressemblait à un claquement sec et répétitif à une fréquence de 10 Hz ce qui lui a valu le surnom de « pic vert ». Les sauts de fréquence aléatoires perturbaient gravement la réception des stations de radiodiffusion, le service radioamateur et les liaisons radio de service, si bien qu'il a généré des milliers de plaintes émanant du monde entier.
Depuis longtemps on pensait qu'il s'agissait d'un radar trans-horizon. Cette hypothèse a été confirmée publiquement au moment de la chute de l'Union soviétique et le système est maintenant connu sous le nom de « Duga » ; il faisait partie du dispositif soviétique de veille lointaine de système anti missiles balistiques. L'OTAN avait été au courant très tôt de ce système, l'avait photographié et lui avait donné le nom de Steel Yard (« chantier d'acier »).
Contrairement à ce qu'affirment beaucoup de sources, le Duga-3 n'existe pas. Si trois radars Duga ont bien été construits, le premier n'est pas numéroté et les deuxième et troisième sont numérotés respectivement 1 et 2. Le prototype, dénommé « Duga » (sans suffixe numérique et au nom de code 5H77), a été implanté dès 1970 ; il est composé d'un émetteur et d'un récepteur, séparés d'une distance de 30 kilomètres, près des villages de Luch et Kaynivka. Le deuxième radar, le plus important, dénommé « Duga-1 » (nom de code 5H32-Ouest), a été implanté durant les années 1970 ; il est composé de deux émetteurs installés à Liubech et de deux récepteurs installés à Tchernobyl-2. C'est le plus connu des trois, en raison de l'implantation de ses récepteurs dans la zone d'exclusion de Tchernobyl. Le troisième et dernier radar, dénommé « Duga-2 », a été construit en même temps que le Duga-1. Ses antennes sont situées à Komsomolsk-sur-l'Amour.

## Histoire
Les Soviétiques ont travaillé sur des systèmes de radar pour la veille lointaine des anti-missiles balistiques au cours des années 1960, mais la plupart d'entre eux fonctionnaient à vue directe, si bien qu'ils ne servaient qu'à l'étude des trajectoires et à l'interception. Aucun d'entre eux ne permettait d'être alerté dès le lancement pour avoir le temps d'étudier l'attaque et de mettre en place une riposte. Comme à ce moment-là le réseau de satellites soviétiques d'alerte était peu développé, à la fin des années 1960 l'URSS a commencé à travailler sur des systèmes de radars trans-horizon.
Le premier système expérimental, le Duga, est construit près de Mykolaïv (Ukraine) et détecte avec succès des tirs effectués sur le cosmodrome de Baïkonour à 2 500 km. Ensuite vient le deuxième prototype, construit sur le même site et capable de suivre des tirs depuis l'extrême-orient et à partir de sous-marins dans l'Océan Pacifique alors que les missiles volent en direction de la Nouvelle-Zemble. Ces deux prototypes sont dirigés vers l'Est et émettent avec une puissance relativement faible, mais la technique s'avérant bonne, on met en œuvre la construction d'un modèle véritablement opérationnel. Le nouveau Duga-1 est doté d'un émetteur et d'un récepteur séparés d'environ 60 km.

### Aspect du problème
En 1976, un nouveau signal radio de forte puissance est détecté dans le monde entier et est rapidement surnommé « pic-vert russe », ou « moulinette à caviar », par les opérateurs radioamateurs. On estimait la puissance des émetteurs à 10 MW PIRE. En plus du brouillage occasionné sur les bandes radioamateurs ou sur les émissions des stations de radiodiffusion, on pouvait l'entendre de temps à autre dans le téléphone filaire, tant la puissance était considérable. Pour ces raisons, on a vu naître une industrie florissante de « filtres à pic-vert » et autres réducteurs de bruit.
Pour combattre ce brouillage, des radioamateurs eurent l'idée de générer un signal « inverse » synchronisé sur le signal original, mais l'idée, ne fonctionnant pas, fut vite abandonnée. On remarqua cependant qu'en émettant un signal du pic-vert enregistré à l'avance on arrivait à le faire changer de fréquence, ce qui amena à penser que la station réceptrice du radar était susceptible de différencier la signature vraie du radar d'une « imitation ».

### Identification

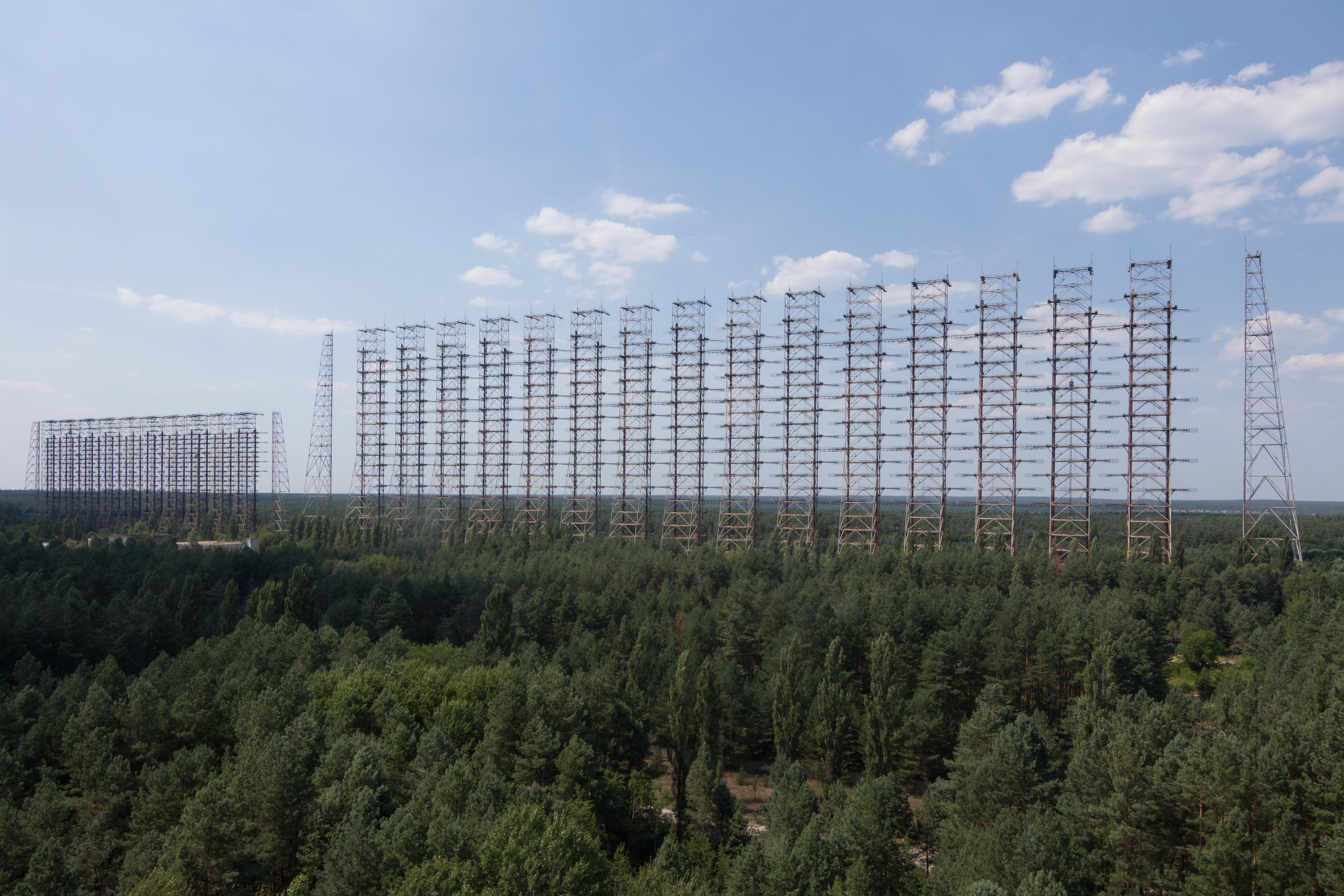
Vue d'ensemble des deux antennes DUGA-1 situées près de Tchernobyl.

Par triangulation on a rapidement déterminé que les signaux venaient d'Ukraine. En raison des petites erreurs instrumentales inévitables sur les différentes mesures exécutées par les militaires, on hésitait entre les abords de Kiev, Minsk, Tchernobyl, Gomel et Tchernihiv. Tous les rapports décrivaient le même type d'installation avec l'émetteur à seulement quelques kilomètres au sud-ouest de Tchernobyl (au sud de Minsk et au nord-ouest de Kiev) et le récepteur à environ 50 km au nord-est de Tchernobyl (à l'ouest de Chernihiv et au sud de Gomel). Bien qu'inconnues de la plupart des observateurs, l'OTAN était tout à fait au courant de ces installations et leur avait donné le nom de Steel Yard (surface d'acier).
Dès les tout premiers rapports on a suspecté des essais de radar trans-horizon, et ceci est resté la meilleure hypothèse tout au long de la guerre froide.
Il existait, bien sûr, d'autres théories allant du brouillage volontaire des stations de radiodiffusion occidentales jusqu'au brouillage des communications avec les sous-marins. Ces théories du brouillage s'effondrèrent rapidement lorsqu'on s'aperçut que Radio Moscou et d'autres stations pro-soviétiques étaient également fortement brouillées par le « pic-vert ». L'imagination ne manquant pas, on est allé encore plus loin dans la spéculation en avançant que ce pouvait être un système de contrôle de la météorologie, ou même de manipulation mentale.
Au fur et à mesure que les informations sur le signal devenaient disponibles, la thèse du radar s'imposait. En particulier quand on a découvert que dans chaque impulsion, le signal était formé d'une structure parfaitement reconnaissable qui a pu être identifiée à une séquence binaire pseudo-aléatoire sur 31 bits avec une durée de 100 μs par bit formant des impulsions de 3,1 ms. Cette séquence, utilisable dans une chirped pulse amplification (CPA) de 100 μs donnerait une résolution de 15 km (distance parcourue par la lumière en 50 μs). Quand un deuxième « pic-vert » fit son apparition — situé très à l'Est de la Russie, mais également pointé vers les États-Unis pour couvrir les zones invisibles par le premier dispositif — la thèse du radar devint inéluctable.
En 1988, la Federal Communications Commission (FCC, agence américaine chargée de la régulation des télécommunications) dirigea une étude sur le signal du pic-vert. L'analyse des résultats montra une période entre deux impulsions de 90 ms, un spectre de fréquence allant de 7 à 19 MHz, une bande passante de 0,02 à 0,8 MHz et un temps habituel de transmission de 7 min.
- Le signal présentait trois taux de répétition : 10 Hz, 16 Hz et 20 Hz.
- Le taux le plus fréquent était 10 Hz, les taux de 16 Hz et 20 Hz restant assez rares.
- La bande passante la plus courante était de 40 kHz.

### Disparition
À partir de la fin des années 1980, alors que la FCC publiait ses études sur le sujet, les signaux devinrent moins fréquents, jusqu'à disparaître complètement en 1989. Bien que les raisons de l'arrêt du Duga-1 n'aient jamais été rendues publiques, la modification de l'équilibre stratégique après la fin de la guerre froide au sortir des années 1980 a probablement joué son rôle dans cette décision. Le succès des satellites de veille lointaine US-KS, entrés en service au début des années 1980 a été un autre facteur de déclin du Duga-1, d'autant qu'à partir de ce moment plusieurs de ces satellites formaient un important réseau. Les satellites fournissent des informations instantanées, directes et extrêmement fiables alors que les radars peuvent être brouillés et que leur efficacité trans-horizon est liée aux conditions atmosphériques.
Si on en croit les rapports, les installations de Komsomolsk-sur-l'Amour en Sibérie ont été déclassées en novembre 1989, puis démantelées. La photographie de Google Maps de la région confirme que l'antenne a bien été enlevée.
Le site de Mykolaïv semble également avoir été démantelé d'après les vues aériennes de Google Earth.
Pour ce qui est du site du premier Duga-1 qui se trouve dans la zone de sécurité (Zone d'exclusion de Tchernobyl) de 30 km autour de la centrale nucléaire de Tchernobyl, il semble bien avoir été définitivement désactivé car aucun ordre de maintenance ne figure dans les négociations entre la Russie et l'Ukraine concernant les radars de veille lointaine. En revanche, l'antenne est toujours en place, elle a été largement photographiée et a été utilisée par des radioamateurs comme pylône de transmission pour y installer leurs propres antennes mais elle sera également démontée dans un avenir proche[Quand ?].
Le Radar Container (29B6), mis en opération à partir de 2013 et représentant la nouvelle génération de radars trans-horizon russes, émet comme signal reçu un son similaire au radar Duga.

## Coordonnées géographiques
- Duga (prototypes), Mykolaïv, 47° 02′ 28,33″ N, 32° 11′ 57,29″ E
- Duga-1 (ouest), Gomel/Minsk, 51° 18′ 19,06″ N, 30° 03′ 57,35″ E et 51° 38′ 15,98″ N, 30° 42′ 10,41″ E
- Duga-2 (est), Komsomolsk-sur-l'Amour, 50° 53′ 34,66″ N, 136° 50′ 12,38″ E et 50° 23′ 07,98″ N, 137° 19′ 41,87″ E

## L'hypothèse du lien avec la catastrophe de Tchernobyl
Le documentaire Le Pic-vert russe, réalisé en 2015 par Chad Gracia à l'initiative de l'artiste ukrainien Fiodor Alexandrovitch (lui-même évacué de la zone interdite dans son enfance), développe l'hypothèse selon laquelle la catastrophe nucléaire de Tchernobyl aurait été commanditée par le ministre russe des Communications Vassily Chamchine, apparatchik soviétique devenu ministre des Télécommunications de l'URSS, fonction qu'il a assurée d'octobre 1980 à juin 1989. L'objectif aurait été de cacher aux yeux du pouvoir soviétique le fait que l'antenne radar trans-horizon Pic-vert russe, située à 15 km de la centrale nucléaire, ne fonctionnait pas. Le ministre était en effet le donneur d'ordre de ce projet coûtant des milliards de roubles. En provoquant cette explosion, il masquait l'échec technologique du système Duga, en faisant passer la catastrophe nucléaire comme cause de cet échec, et échappait à une accusation de « détournement de fonds publics » qui était à l'époque punie de la peine de mort,.

## Culture populaire
- Chernobylite est un jeu vidéo qui plonge les joueurs dans l'atmosphère mystérieuse et dangereuse de la zone d'exclusion de Tchernobyl. Développé par The Farm 51[14], le jeu offre une expérience immersive mêlant horreur, survie et science-fiction. L'une des caractéristiques les plus intrigantes de Chernobylite est la présence du radar Duga, une structure massive au cœur de l'intrigue. Lorsque vous explorez les terres contaminées de Tchernobyl dans le jeu, la présence menaçante du radar Duga se profile à l'horizon.
- Le jeu vidéo S.T.A.L.K.E.R développé en Ukraine situe son action sur le site de la centrale de Tchernobyl et s'inspire de l'accident nucléaire de 1986. On y retrouve différents décors de la région dont l'antenne du Duga-1 présentée comme le « Brain Scorcher », un système de contrôle mental à grand rayon d'action que le joueur doit désactiver.
- Le pic-vert russe apparaît aussi sur la carte Grid du mode multijoueur de Call of Duty: Black Ops.
- Il s'agit également de l'un des derniers niveaux de la campagne de Call of Duty: Black Ops Cold War
- Il lui est également dédié un niveau à part entière dans le simulateur de drone Liftoff
- Il a inspiré le décor de la clôture pour la série de films Divergente.
- On le retrouve également dans le jeu Player Unknown's BattleGrounds où une des cartes reproduit une base militaire soviétique.
- On trouve désormais sur la plateforme YouTube plusieurs vidéos d'amateurs de sensations fortes qui se filment en escaladant illégalement les différentes structures et cumulent des millions de vues[15]. Certains parlent de la présence d'une intense bruit sourd sur le site en provenance de la structure. Selon un grimpeur, la source du bruit provient du vent qui s'engouffre dans les cylindres métallique de l'ouvrage.
- On le retrouve également dans le dernier simulateur de vol de Microsoft, MSFS 2020. Une équipe de développeurs a créé un ajout téléchargeable gratuitement représentant la centrale nucléaire de Tchernobyl avec son sarcophage, la ville abandonnée de Prypiat ainsi que cet ensemble d'antennes où l'on peut se poser en hélicoptère et que l'on peut visiter à l'aide du drone disponible.